# Preverjeno
Preverjeno je bila aktualno-informativna tedenska oddaja POP TV, na sporedu vsak torek okoli 22. ure. Oddaja je bila prvič na sporedu septembra leta 2001. Oddaja je bila ukinjena poleti 2023.
Njena voditeljica in urednica je bila Alenka Arko. Oddajo so ustvarjali novinarji Anamarija Krese, Darja Tibaot Ciringer, Irena Pan, Brigita Potočnik in Adi Omerović.